# 2012년 하계 올림픽 역도 남자 94kg급

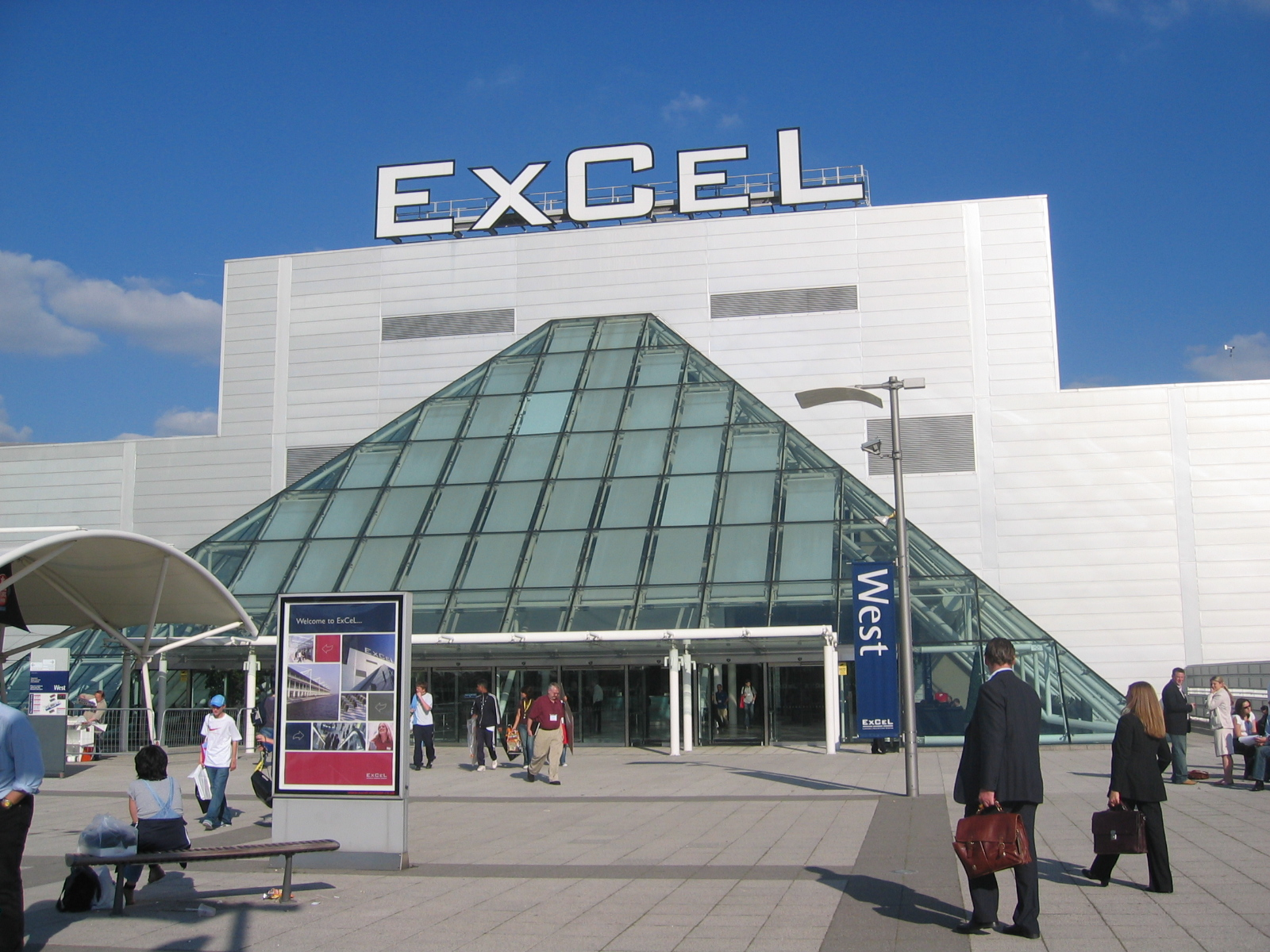

제30회 하계 올림픽 역도 남자 94kg급 경기는 2012년 7월 30일 영국 엑셀 런던에서 열렸다.

## 일정
모든 시간은 UTC+01:00 기준
| 날짜           | 시간  | 행사   |
| -------------- | ----- | ------ |
| 2012년 8월 4일 | 15:30 | 그룹 B |
| 2012년 8월 4일 | 19:00 | 그룹 A |

## 결과
1,2,3,4,6,7위가 4년뒤 도핑검사에서 걸려 실격돼서 5위 선수가 금메달을, 8위 김민재선수가 은메달을 승계했다.